# Люк Шоу
Люк Пол Оар Шоу (англ. Luke Paul Hoare Shaw, нар. 12 липня 1995, Кінгстон-апон-Темс, Англія) — англійський футболіст, лівий захисник клубу «Манчестер Юнайтед» та збірної Англії.

## Клубна кар'єра

### «Саутгемптон»
Народився 12 липня 1995 року в місті Кінгстон-на-Темзі. Вихованець футбольної школи клубу «Саутгемптон». Дорослу футбольну кар'єру розпочав 2012 року в основній команді того ж клубу.

### «Манчестер Юнайтед»
27 червня 2014 року перейшов в «Манчестер Юнайтед» за 27 млн фунтів.

## Виступи за збірні
2011 року дебютував у складі юнацької збірної Англії, взяв участь у 14 іграх на юнацькому рівні, відзначившись 1 забитим голом.
З 2013 року почав залучатись до складу молодіжної збірної Англії.
27 лютого 2014 року дебютував у складі збірної Англії проти Данії.
| Дата       | Місто         | Господарі  | Результат               | Гості       | Турнір                                    | Голи | Примітки |
| ---------- | ------------- | ---------- | ----------------------- | ----------- | ----------------------------------------- | ---- | -------- |
| 5-3-2014   | Лондон        | Англія     | 1 – 0                   | Данія       | товариський матч                          | -    | 46'      |
| 4-6-2014   | Маямі-Гарденс | Еквадор    | 2 – 2                   | Англія      | товариський матч                          | -    | 74'      |
| 24-6-2014  | Белу-Оризонті | Коста-Рика | 0 – 0                   | Англія      | ЧС 2014 - груповий етап                   | -    |          |
| 18-11-2014 | Глазго        | Шотландія  | 1 – 3                   | Англія      | товариський матч                          | -    | 66'      |
| 5-9-2015   | Серравалле    | Сан-Марино | 0 – 6                   | Англія      | Відбір до ЧЄ 2016                         | -    |          |
| 8-9-2015   | Лондон        | Англія     | 2 – 0                   | Швейцарія   | Відбір до ЧЄ 2016                         | -    |          |
| 22-3-2017  | Лондон        | Німеччина  | 1 – 0                   | Англія      | товариський матч                          | -    | 83'      |
| 8-9-2018   | Лондон        | Англія     | 1 – 2                   | Іспанія     | Ліга націй УЄФА 2018—2019 - груповий етап | -    | 42' 63'  |
| 28-3-2021  | Тирана        | Албанія    | 0 – 2                   | Англія      | Відбір до ЧС 2022                         | -    |          |
| 6-6-2021   | Мідлсбро      | Англія     | 1 – 0                   | Румунія     | товариський матч                          | -    | 75'      |
| 18-6-2021  | Лондон        | Англія     | 0 – 0                   | Шотландія   | ЧЄ 2020 - груповий етап                   | -    |          |
| 22-6-2021  | Лондон        | Чехія      | 0 – 1                   | Англія      | ЧЄ 2020 - груповий етап                   | -    |          |
| 29-6-2021  | Лондон        | Англія     | 2 – 0                   | Німеччина   | ЧЄ 2020 - 1/8 фіналу                      | -    |          |
| 3-7-2021   | Рим           | Україна    | 0 – 4                   | Англія      | ЧЄ 2020 - чвертьфінал                     | -    | 65'      |
| 7-7-2021   | Лондон        | Англія     | 2 – 1 д.ч.              | Данія       | ЧЄ 2020 - півфінал                        | -    |          |
| 11-7-2021  | Лондон        | Італія     | 1 – 1 д.ч. (3 – 2 п.п.) | Англія      | ЧЄ 2020 - фінал                           | 1    |          |
| 2-9-2021   | Будапешт      | Угорщина   | 0 – 4                   | Англія      | Відбір до ЧС 2022                         | -    |          |
| 8-9-2021   | Варшава       | Польща     | 1 – 1                   | Англія      | Відбір до ЧС 2022                         | -    |          |
| 12-10-2021 | Лондон        | Англія     | 1 – 1                   | Угорщина    | Відбір до ЧС 2022                         | -    | 23'      |
| 26-3-2022  | Лондон        | Англія     | 2 – 1                   | Швейцарія   | товариський матч                          | 1    | 61'      |
| 29-3-2022  | Лондон        | Англія     | 3 – 0                   | Кот-д'Івуар | товариський матч                          | -    | 62'      |
| 23-9-2022  | Мілан         | Італія     | 1 – 0                   | Англія      | Ліга націй УЄФА 2022—2023 - груповий етап | -    | 72'      |
| 26-9-2022  | Лондон        | Англія     | 3 – 3                   | Німеччина   | Ліга націй УЄФА 2022—2023 - груповий етап | 1    |          |
| 21-11-2022 | Ер-Раян       | Англія     | 6 – 2                   | Іран        | ЧС 2022 - груповий етап                   | -    |          |
| Усього     |               | Матчів     | 24                      |             | Голів                                     | 3    |          |

## Досягнення
- Володар кубка Англії (1): 2016, 2024
- Володар Кубка Футбольної ліги (1): 2023
- Володар Суперкубка Англії (1): 2016
- Переможець Ліги Європи УЄФА (1): 2016–17
- Віце-чемпіон Європи (1): 2020